# Лицько-Сенська жупанія
Ли́цько-Се́нська жупа́нія (хорв. Ličko-senjska županija) — округ у західній Хорватії, переважно в історичній області Лика. Найменш населена і одна з найвідсталіших жупаній, але знаменита своїми двома національними парками — Плитвицькі озера та Північний Велебіт. Місцеперебування влади жупанії — місто Госпич.

## Географія
Жупанія простягається від північної Адріатики на заході до кордону з Боснією і Герцеговиною на сході. На півдні вона межує з Задарською жупанією, на північному заході з Приморсько-Ґоранською жупанією, на півночі з Карловацькою жупанією. Крім розташованого в глибині країни географічної регіону Лика вона включає в себе південну частину хорватських прибережних земель (Хорватське Примор'я) довкола міста Сень та північну частину острова Паг.
Ландшафт дуже гористий, з численними гірськими вершинами, озерами і річками.

## Демографія
Від початку XX століття кількість населення в регіоні безупинно убуває. За даними перепису 2001 року, у жупанії проживає 53 677 людей та налічується 19 900 домогосподарств. Густота населення становить 7 жителів/км². За віком населення жупанії розподілилося таким чином: 20,8 % у віці до 19 років, 48,3 % мають від 19 до 60 років і 30,9 % старші за 60 років.
Більшість населення утворюють хорвати з часткою 86,15 %. Найчисельнішою меншиною є серби з показником 11,54 % населення. [Архівовано 4 березня 2016 у Wayback Machine.]

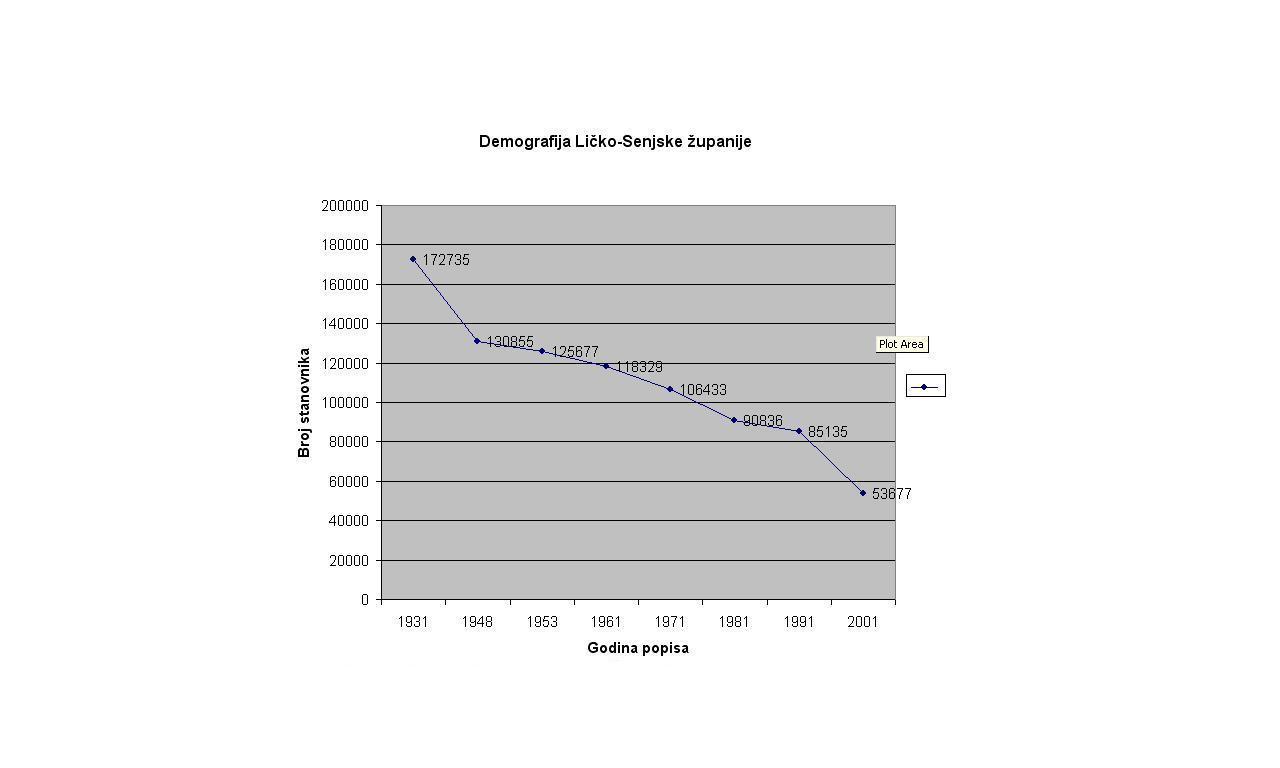
Демографічна крива жупанії Ліка-Сень

Національний склад населення жупанії:
| нація     | чисельність | відсоток |
| --------- | ----------- | -------- |
| хорвати   | 46245       | 86,15 %  |
| серби     | 6193        | 11,54 %  |
| албанці   | 110         | 0,20 %   |
| боснійці  | 88          | 0,16 %   |
| без даних | 509         | 0,95 %   |

Кількість сербів у ході процесу повернення сербських біженців в останні роки могло знову дещо збільшитися.

## Адміністративний поділ
Жупанію поділено на 4 міста і 8 громад.

### Міста
| місто   | жителів |
| ------- | ------- |
| Госпич  | 12 980  |
| Новаля* | 3 335   |
| Оточац  | 10 411  |
| Сень    | 8 132   |

* На острові Паг.

### Громади
| громада         | жителів |
| --------------- | ------- |
| Брінє           | 4 108   |
| Доні-Лапац      | 1 880   |
| Карлобаг        | 1 019   |
| Ловінац         | 1 096   |
| Перушіч         | 3 494   |
| Плітвічка-єзера | 4 668   |
| Удбина          | 1 649   |
| Врховіне        | 905     |
| Смілян          | 446     |